# 고민정
고민정(高旼廷, 1979년 8월 23일~)은 대한민국의 아나운서 출신 정치인이다. 제21·22대 국회의원이자 더불어민주당 최고위원이다.
1979년 서울특별시 중랑구  면목동에서 출생하였고, 어린시절 현재의 광진구 중곡동에서 살았고 중학교 1학년 때부터 성남시 분당구에서 성장했다.
2004년 10월 KBS 30기 공채 아나운서로 입사하여 2017년 1월 29일까지 아나운서로 활동하였다. 2004년 신입사원 시절 KBS1 TV의 《인간극장》 <마이크의 전사들> 편에 출연하였다.
2005년 10월 남편 시인 조기영 씨와 결혼후 아들 조은산, 딸 조은설을 두고 있다. 
2017년 2월 5일 더불어민주당에 입당하여 문재인 후보 캠프, 선대위 대변인으로 활동하였으며, 2017년 5월 18일 문재인 정부의 대통령비서실 부대변인으로 임명되었다. 2019년 2월 21일 선임행정관에서 비서관급으로 승진하였다. 2019년 4월 25일 대통령비서실 대변인에 임명되었다. 2020년 1월 15일 21대 총선에 출마하기 위해 대통령 비서실 대변인 직책을 사퇴하였다.
2020년 2월 2일에 더불어민주당에 입당하였다. 2020년 제21대 국회의원 선거에서 서울 광진구 을에 전략공천되어 당선되었다.
2022년 8월 28일 더불어민주당 최고위원으로 당선됐다.

## 학력
- 중마초등학교 졸업
- 수내중학교 졸업
- 분당고등학교 졸업
- 경희대학교 수원캠퍼스 동아시아어학 학사
- 성공회대학교 문화대학원 미디어문화연구 석사과정 수료
- 건국대학교 행정대학원 공공정책학 석사과정 수료

## 경력
- 2004년 10월~2017년 1월: KBS 아나운서실 아나운서(KBS전주방송총국, KBS창원방송총국 지역근무)
- 2017년 3월~2017년 4월: 더불어민주당 제19대 대통령 선거 후보 경선 문재인 후보 캠프 《더문캠》 대변인
- 2017년 4월~2017년 5월: 제19대 대통령 선거 더불어민주당 문재인 대통령 후보 선거대책위원회 대변인
- 2017년 5월 18일~2019년 4월 24일: 대통령비서실 국민소통수석실 부대변인
- 2019년 4월 25일~2020년 1월 15일: 대통령비서실 국민소통수석실 대변인
- 2020년 4월 15일: 대한민국 제21대 국회의원 선거 당선(서울 광진구 을, 더불어민주당, 초선)
- 2020년 5월~: 더불어민주당 서울특별시당 광진구 을 지역위원회 위원장
- 2020년 9월~2021년 5월: 더불어민주당 정책위원회 상임부의장
- 2022년 3월~2023년 5월: 더불어민주당 원내부대표(전략)
- 2022년 8월~2024년 8월: 더불어민주당 최고위원
- 2022년 9월~: 더불어민주당 윤석열정권 외교참사·거짓말 대책위원회 위원장
- 2024년 4월 10일: 대한민국 제22대 국회의원 선거 당선(서울 광진구 을, 더불어민주당, 재선)
- 2025년 2월~: 더불어민주당 언론자유대책특별위원회 위원장
- 2025년 2월~: 더불어민주당 인권위원회 위원장

### 의정 활동
- 2020년 5월 30일~2024년 5월 29일: 제21대 국회의원(서울 광진구 을, 더불어민주당, 초선)
  - 2020년 6월~2021년 2월: 제21대 국회 전반기 산업통상자원중소벤처기업위원회 위원
  - 2021년 2월~2022년 5월: 제21대 국회 전반기 보건복지위원회 위원
  - 2021년 7월~2022년 5월: 제21대 국회 전반기 예산결산특별위원회 위원
  - 2021년 9월~2021년 9월: 제21대 국회 대법관(오경미) 임명동의에 관한 인사청문특별위원회 위원
  - 2022년 7월~2024년 5월: 제21대 국회 후반기 과학기술정보방송통신위원회 위원
- 2024년 5월 30일~: 제22대 국회의원(서울 광진구 을, 더불어민주당, 재선)
  - 2024년 6월~: 제22대 국회 전반기 교육위원회 위원
  - 2024년 6월~2025년 7월: 제22대 국회 전반기 국회운영위원회 위원
  - 2025년 6월~: 제22대 국회 전반기 예산결산특별위원회 위원

## 출연작

### TV 방송
| 연도      | 방송사   | 제목                           | 담당          | 진행기간                         | 비고                                                                              |
| --------- | -------- | ------------------------------ | ------------- | -------------------------------- | --------------------------------------------------------------------------------- |
| 2004      | KBS2     | 인간극장                       | 출연          | 2004년 3월 1일~3월 5일           | 《마이크의 전사들》(5부작) 출연 (2004년 30기 공채 아나운서 입사 후 출연)          |
| 2017      | KBS1     | 인간극장                       | 임시 내레이션 | 1월 9일~1월 13일                 | 《황흔의 아씨들》(5부작)                                                          |
| 2017      | KBS1     | 인간극장                       | 임시 내레이션 | 1월 16일 ~ 1월 20일              | 《그 바다에 행복이 있다》(5부작)                                                  |
| 2004      | KBS전주1 | KBS 뉴스광장 전북              | 진행          |                                  | 전주총국 지역근무 당시                                                            |
| 2004      | KBS전주1 | 6시 내고향 전주                | 리포터        |                                  | 전주총국 지역근무 네트워크 연결 리포터(아나운서) 당시                             |
| 2004~2005 | KBS창원1 | 열려라 동요세상 (창원)         | 진행          | 2004년 9월 18일~2005년 4월 16일  |                                                                                   |
| 2005      | KBS1     | 청춘! 신고합니다               | 진행          | 2005년 5월 21일~2005년 10월 22일 |                                                                                   |
| 2005~2007 | KBS1     | 누가누가 잘하나                | 진행          | 2005년 11월 4일 ~2007년 4월 27일 |                                                                                   |
| 2005~2006 | KBS1     | KBS 뉴스광장                   | 패널          |                                  | [생활정보] 코너                                                                   |
| 2006      | KBS1     | 국악한마당                     | 첫진행        | 2006년 3월 18일~2006년 11월 18일 |                                                                                   |
| 2013      | KBS1     | 국악한마당                     | 재진행        | 2013년 4월 13일~2013년 10월 19일 |                                                                                   |
| 2006      | KBS2     | 상상플러스                     | 출연          | 2006년 10월 10일                 | 99회                                                                              |
| 2006~2007 | KBS2     | 지구촌 뉴스                    | 진행          | 2006년 4월 3일~2007년 4월 27일   |                                                                                   |
| 2006~2009 | KBS2     | 무한지대 큐                    | 진행          | 2006년 11월 20일~2009년 7월 30일 |                                                                                   |
| 2006      | KBS1     | 생로병사의 비밀                | 출연          | 2006년 5월 16일                  | 《151회 - 기호식품에 대한 첨단분석 보고서 - 제2편 두 얼굴의 유혹, 카페인 (커피)》 |
| 2008      | KBS1     | 생로병사의 비밀                | 공동진행      | 2008년 4월 6일~2008년 11월 16일  | 남자MC 이재후 아나운서(24기 공채)와 같이 진행                                     |
| 2007      | KBS2     | 스펀지                         | 진행          | 2007년 1월 6일~2007년 4월 28일   |                                                                                   |
| 2007      | KBS2     | 남희석 최은경의 여유만만       | 출연          | 2007년 10월 8일                  | 남편 조기영 시인의 부부와 같이 출연                                               |
| 2007~2008 | KBS2     | 특명 공개수배                  | 진행          | 2007년 5월 3일~2008년 3월 27일   | [ 2 ]                                                                             |
| 2008      | KBS2     | 스타 골든벨                    | 참가자        | 2008년 4월 26일                  | 182회                                                                             |
| 2008      | KBS2     | 스포츠 인 스포츠               | 내레이션      |                                  |                                                                                   |
| 2010      | KBS2     | 생생 정보통                    | 내레이션      |                                  |                                                                                   |
| 2010      | KBS1     | 전국노래자랑                   | 특별진행      | 2010년 12월 26일                 | 《2010년 연말결선》                                                               |
| 2010~2011 | KBS2     | 생방송 오늘                    | 진행          | 2010년 9월 18일~2011년 4월 30일  |                                                                                   |
| 2011      | KBS1     | 책 읽는 밤 (텔레비전 프로그램) | 진행          | 2011년 1월 2일~2011년 5월 24일   |                                                                                   |
| 2011      | KBS1     | 아침마당                       | 출연          | 2011년 9월 19일                  | <명물열전! 당신이 최고야> 대한민국 중매의 달인 3인방이 떴다!                      |
| 2015      | KBS1     | TV쇼 진품명품                  | 특별진행      | 2015년 5월 24일                  | 1000회 특집 《우리가 사랑하는 명품들》                                            |
| 2015      | KBS2     | 결혼 이야기(2기)               | 공동진행      | 2015년 1월 1일~2015년 2월 12일   | 남편 조기영(시인)가 같이 공동진행                                                 |
| 2015~2017 | KBS1     | 똑똑한 소비자 리포트           | 진행          | 2015년 3월 13일~2017년 1월 20일  |                                                                                   |
| 2015~2016 | KBS1     | TV회고록 울림                  | 진행          | 2015년 7월 12일~2016년 4월 17일  |                                                                                   |

### 라디오 방송
| 연도      | 방송사        | 제목                            | 담당 | 비고 |
| --------- | ------------- | ------------------------------- | ---- | ---- |
| 2007~2009 | KBS 해피FM    | 밤을 잊은 그대에게 고민정입니다 | 진행 |      |
| 2011      | KBS한민족방송 | 흥겨운 한마당                   | 진행 |      |
| 2012      | KBS 1라디오   | 1R 오전 9시 뉴스                | 진행 |      |
| 2013~2014 | KBS 클래식FM  | 국악의 향기                     | 진행 |      |
| 2015~2017 | KBS 쿨FM      | 더 가까이                       | 진행 |      |

## 저서
| 출간            | 제목                                                                                            |
| --------------- | ----------------------------------------------------------------------------------------------- |
| 2010년 9월 28일 | 샹그릴라는 거기 없었다 (비우고 채웠던 1년의 지독한 성장통) ISBN 978-89-2639-050-4               |
| 2013년 8월 13일 | 그 사람 더 사랑해서 미안해 (꽃보다 시보다 아름다운 사랑이야기) ISBN 9788992783743               |
| 2014년 5월 2일  | 다시 동화를 읽는다면 (우리 시대 탐서가들의 세계 명작 다시 읽기) ISBN 9788983716682              |
| 2017년 5월 22일 | 당신이라는 바람이 내게로 불어왔다 (고민정 아나운서와 조기영 시인의 시처럼 아름다운 삶의 순간들) |

## 역대 선거 결과
|  | 50.37% |

|  | 51.47% |

## 소속 정당
| 소속 정당 | 소속 정당    | 소속 기간 | 비고      |
| --------- | ------------ | --------- | --------- |
|           | 더불어민주당 | 2017      | 정계 입문 |
|           | 무소속       | 2017~2020 | 탈당      |
|           | 더불어민주당 | 2020~현재 | 복당      |

## 같이 보기
- 광진구 을
- 서울 광진구의 국회의원